# Alte Wallfahrtskirche (Werl)

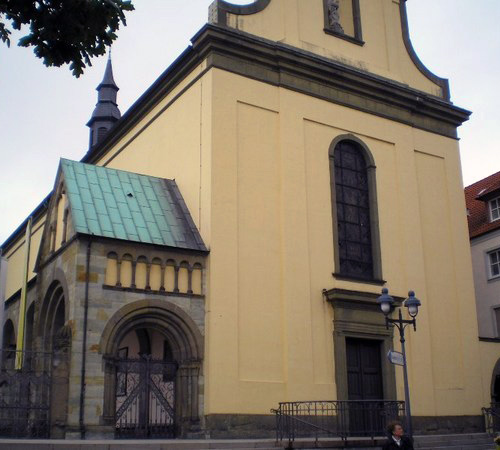
Vorderansicht

Die alte Wallfahrtskirche (auch ehemalige Kapuziner- und Franziskanerkirche) Mariä Heimsuchung ist ein denkmalgeschütztes Kirchengebäude in Werl, einer Stadt im Kreis Soest (Nordrhein-Westfalen). Sie grenzt direkt an die in der historischen Altstadt stehenden Wallfahrtsbasilika, von der sie in ihrer Wirkung dominiert wird.

## Geschichte und Architektur

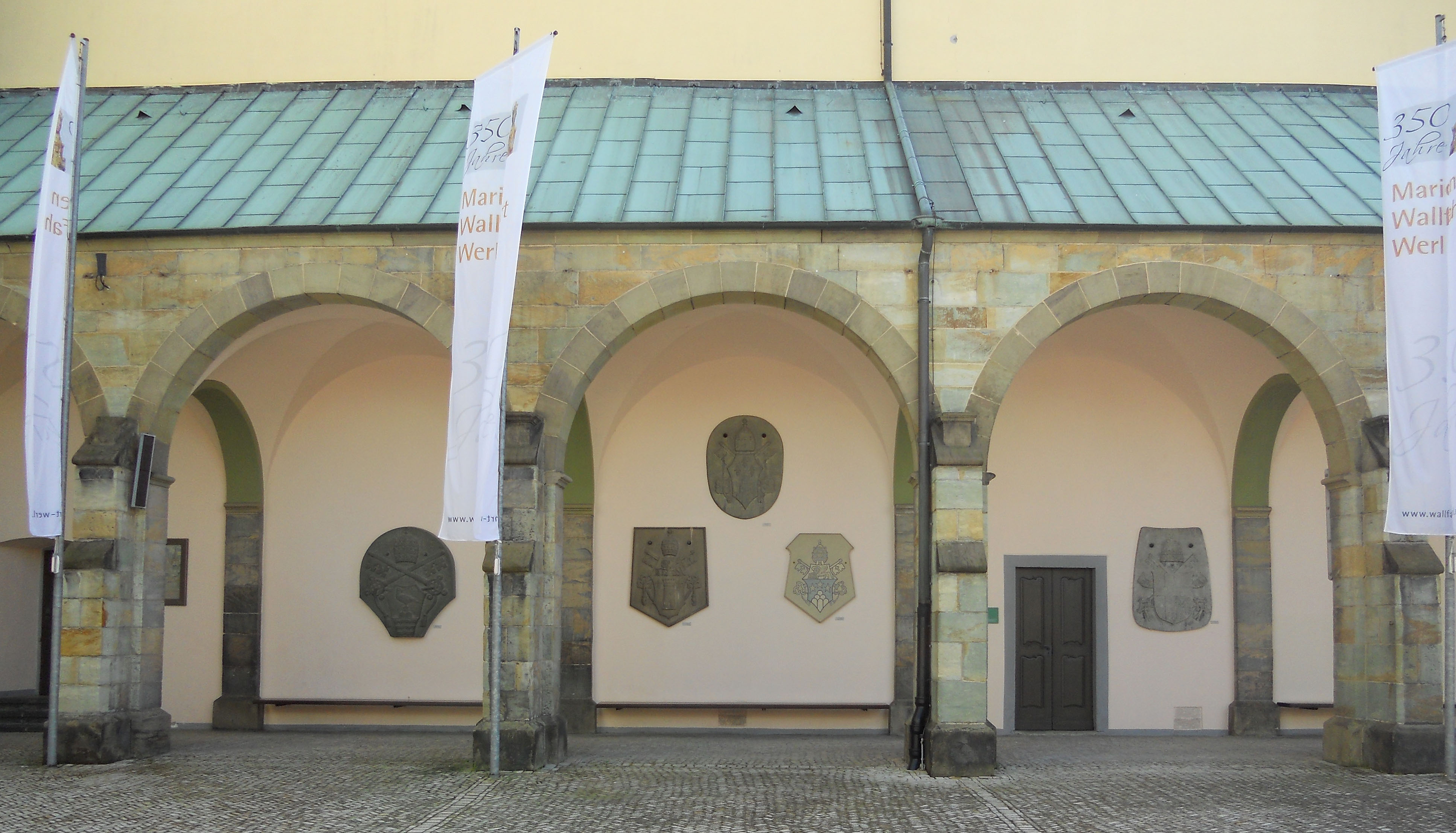
Seitenansicht mit den Wappen ehemaliger Päpste

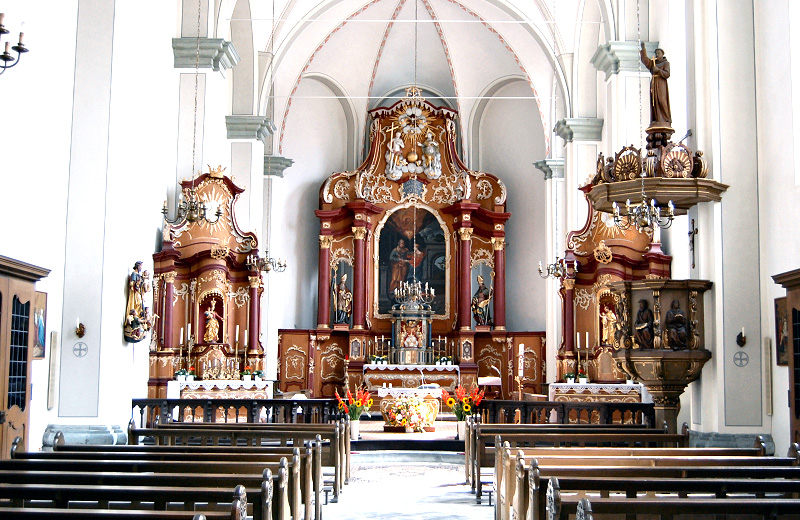
Blick auf den Altar

Etwa 1661 setzte die Wallfahrt zum wundertätigen Marienbild ein und schnell wurde die Vorgängerkirche, eine Klosterkirche der Kapuziner von 1662, baufällig und wurde abgerissen. Die Pläne für den Vorgängerbau erstellte der Kapuzinerbruder Bonitus aus Trier. 
An ihrer Stelle wurde von 1786 bis 1789 die alte Wallfahrtskirche errichtet. Baumeister war Franz Arnold Matthias Boner Die Kirche ist ein verputzter Saal von fünf Jochen, der fünfseitig schließt. Die Decke besteht aus Gratgewölben, die auf Wandpfeilern mit flachen Vorlagen und kräftig profilierten Kämpfern ruhen.  die Ausstattung stammt aus dem 18. Jahrhundert. Der Dachreiter ist polygonal. 1861 wurde das Gebäude noch einmal um das Ostjoch und den Chor erweitert. Dabei wurden auch die gestuften Strebepfeiler angefügt oder überformt. Der geschweifte Westgiebel wird durch ein hohes Rundbogenfenster und eine Figurennische gegliedert. In der Nische steht eine Marienfigur des Bildhauers Joseph Wäscher. Die einheitliche geschnitzte Ausstattung stammt aus der Erbauungszeit. Die Fassung wurde 1953 nach Befund ergänzt.
Nachdem auch diese Kirche wieder zu klein geworden war, wurde direkt daneben die Wallfahrtsbasilika Mariä Heimsuchung (Werl) errichtet.

## Ausstattung

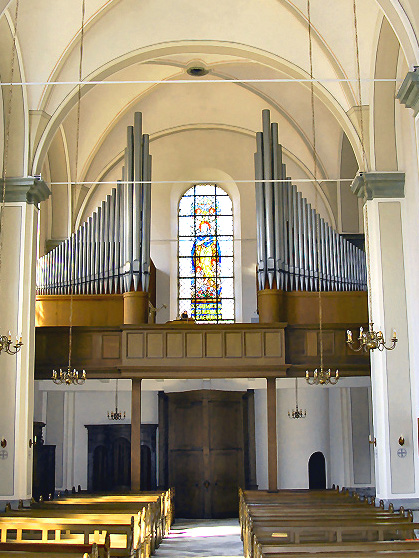
Blick auf die Orgel

- Die Figuren der Altäre (Maria, Franziskus, Liborius, Bonifazius, Josef) schnitzte der Künstler Bruno Vinazer aus St. Ulrich in Südtirol in den Jahren 1982/83.[3]
- Das Altargemälde ist 1982 entstanden.
- Die Orgel stammt von der Orgelbaufirma Gebrüder Stockmann, welche die Orgel im Jahre 2000  für St. Hedwig in Unna-Massen gebaut hatte. Sie verfügt über 18 Register auf zwei Manualen und Pedalwerk, hat Schleifladen, eine mechanische Spieltraktur und eine elektrische Registertraktur. 2016 wurde sie in der Alten Wallfahrtskirche neu aufgebaut.[4]
- Die Glocken im Dachreiter wurden 1860 (Schlagton g") von der Glockengießerei Heinrich Humpert aus Brilon und 1679 (Schlagton as") von Johann Delapaix aus Arnsberg gegossen.[5]